# 崔一九
崔 一九（朝鮮語: 최일구、チェ・イルク、1960年11月20日 - ）は、大韓民国の文化放送 (MBC) 前 所属の記者。

## 学歴
- 大星高等学校（朝鮮語版）卒業
- 慶熙大学校 国語国文学科